# Aglaonema ovatum
Aglaonema ovatum är en kallaväxtart som beskrevs av Adolf Engler. Aglaonema ovatum ingår i släktet Aglaonema och familjen kallaväxter.

## Underarter
Arten delas in i följande underarter:
- A. o. maculatum
- A. o. ovatum